# Türkische Gemeinschaft Schweiz
Die Türkische Gemeinschaft Schweiz (TGS, türkisch Isvicre Türk Toplumu, ITT) ist die Dachorganisation der meisten türkischen Vereine und der Föderationen in der Schweiz. Sie ist als eine unabhängige NGO (Non-Governmental Organisation) konzipiert. Ihre Aktivitäten orientieren sich am Schweizerischen Zivilgesetzbuch (ZGB Art. 60 ff).

## Situation der Türken in der Schweiz
In der Schweiz leben heute ca. 130'000 türkischstämmige Personen, wovon über 40'000 Schweizer Bürger sind. Sie kamen seit Anfang der 1960er Jahre in die Schweiz, um zu studieren oder Arbeit zu finden. Die ältesten Vertreter der ersten Generation sind heute bereits im Pensionsalter und kehren teilweise wieder in die Heimat zurück. Die TGS will sich vorwiegend mit den Anliegen und den Problemen der zweiten und dritten Generation befassen und sie bei ihrer Integration in die schweizerische Gesellschaft unterstützen, da sie mehrheitlich in der Schweiz bleiben werden.
Zur Erleichterung der Integration wollen die schweizerischen Organisationen und Behörden die Anliegen, Bedürfnisse und Probleme verschiedener ethnischer Gruppen besser erfassen und verstehen, um gemeinsame Lösungen für ein harmonisches Zusammenleben in der Schweiz zu finden Die TGS versteht sich bei der Bewältigung verschiedener Probleme der türkischen Gemeinschaft und ihrer Integration in die schweizerische Gesellschaft als Partner der entsprechenden schweizerischen Institutionen.

## Ziele der TGS
Ziele der Gemeinschaft sind es, die Probleme und Bedürfnisse der Türken in der Schweiz zu erfassen und gemeinsam mit ihnen und den schweizerischen Organisationen Lösungskonzepte zu erarbeiten und zur Verbesserung der Ausbildung und zur Erhöhung des Bildungsniveaus der zweiten und der dritten Generation beizutragen.
Die Kommunikation und der Kulturaustausch zwischen der türkischen Gemeinschaft und der schweizerischen Gesellschaft sollen weiterhin gefördert werden um starke Kooperationen zwischen beiden Gesellschaften zu bilden. Die Integration der türkischen Bürger in die schweizerische Gesellschaft, d. h. ein harmonisches Zusammenleben beider Gesellschaften unter Einhaltung gemeinsamer Regeln (Rechte und Pflichten) und gegenseitigen Respekts gehört ebenso zu den Zielen der Türkischen Gemeinschaft Schweiz.
Ebenso gehört zu den Zielen des TGS eine Vertretung der Türken gegenüber den schweizerischen und türkischen Behörden und Organisationen für allgemeine Fragen wie Ausbildung, Erziehung, Integration und Kultur.
Um diese Ziele erreichen zu können, haben sich innerhalb der TGS verschiedene Arbeitsgruppen gebildet.